# التعليم العالي في الولايات المتحدة

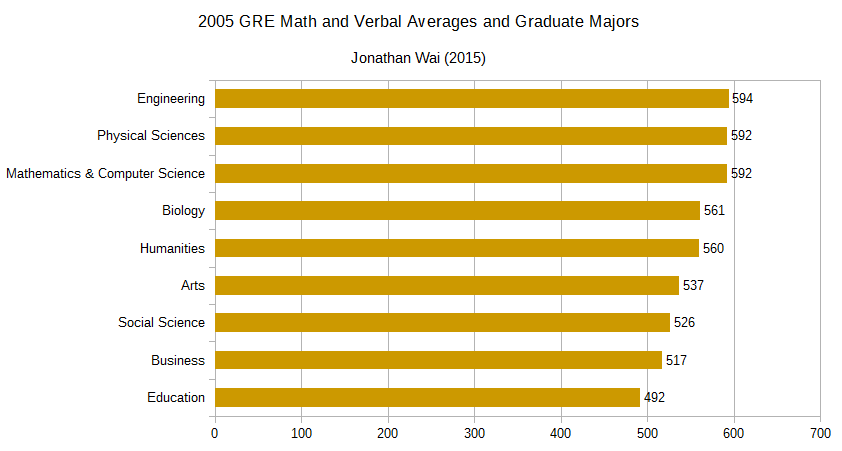
نسبة التعليم العالي في الولايات المتحدة

التعليم العالي في الولايات المتحدة مرحلة اختيارية من التعليم الرسمي تعقب التعليم الثانوي. يسمى التعليم العالي أيضًا تعليمًا بعد ثانوي، أو تعليم المرحلة الثالثة، أو تعليم المستوى الثالث، أو التعليم الثالث. يغطي التعليم العالي المراحل 5 حتى 8 من مقياس التصنيف المعياري العالمي للتعليم 2011. ويقدم في 4,360 مؤسسة معتمدة لإصدار الدرجات تحت الفقرة الرابعة لقانون التعليم، تعرف باسم كليات أو جامعات. قد تكون هذه المؤسسات جامعات خاصة أو عامة، أو كليات فنون حرة، أو كليات مجتمعية، أو كليات ربحية. ينظم التعليم العالي في الولايات المتحدة بشكل فضفاض من قبل عدة منظمات تشكل طرفًا ثالثًا.
وفقًا للمركز الوطني لإحصائيات التعليم (إن سي إي إس) وغرفة المقاصة الطلابية الوطنية، فقد انحدر التسجيل في الكليات عن ذروته في 2010-2011 ويتوقع استمراره بالانحدار أو الثبات للعقدين القادمين. الولايات المتحدة فريدة من حيث استثمارها في الرياضات التنافسية التابعة للاتحاد الرياضي الجامعي الوطني، وخصوصًا في كرة القدم الأمريكية وكرة السلة، بملاعب رياضية وحلبات رياضية كبيرة.

## تاريخه

### فترة الاستعمار حتى القرن التاسع عشر
أسست الطوائف الدينية أوائل الكليات لتدريب الكهنة بين عامي 1636 و1776، وقد أسست تسع كليات في أمريكا المستعمرة؛ وتعرف هذه المؤسسات اليوم باسم كليات عهد الاستعمار، ووفقًا للمؤرخ جون ثيلين، فإن معظم المعلمين في هذه المؤسسات كانوا مدرسين ذوي أجر قليل.
افتتح البروتستانت والكاثوليك مئات الكليات المذهبية في القرن التاسع عشر. في عام 1899، كان 46 بالمئة من طلاب المرحلة الجامعية الأولى في الولايات المتحدة مسجلين فيها. أغلقت أو دمجت عدة كليات منها، ولكن في عام 1905 كان 500 منها ما يزال يعمل. افتتح الكاثوليك عدة كليات للنساء في أوائل القرن العشرين. كانت الكليات صغيرة بمقررات صغيرة للمرحلة الجامعية الأولى مبني على الفنون الحرة. كان الطلاب يتعلمون اليونانية واللاتينية والهندسة والتاريخ القديم والمنطق والأخلاق والبلاغة، مع ندرة النقاشات وعدم وجود جلسات في المخابر. لم يكن هنالك تقدير للأصالة والإبداع، بل كان التكرار الحرفي هو ما يكافأ صاحبه. كان رؤساء الكليات عادةً يطبقون النظام المنضبط، وكان المنتمون للطبقات العليا يستمتعون عادةً بمضايقة الطلاب الجدد في الكليات. كان العديد من الطلاب أصغر من 17 عامًا، وقد أدت العديد من الكليات أيضًا دور المدارس التحضيرية. لم يكن هنالك رياضة منظمة، ولا أخويات بأحرف إغريقية، ولكن النوادي الأدبية كانت فاعلة. كانت الرسوم منخفضة والمنح قليلة. كان العديد من طلاب الكليات من أبناء رجال الدين؛ ومعظمهم كان يخطط لمسيرة مهنية في الكهنوت أو الحقوق أو التعليم.
ساعدت الكليات الصغيرة في الولايات المتحدة اليافعين على الانتقال من المزارع الريفية إلى الوظائف الحضرية المعقدة. كانت هذه الكليات تشجع على الارتقاء بالحراك الاجتماعي عن طريق تحضير الكهنة وتوفير أنوية من القادة المجتمعيين للبلدات. أصبحت كليات النخبة أكثر حصرية بشكل متزايد ولم تساهم إلا قليلًا في الارتقاء بالحراك الاجتماعي. من خلال التركيز على أبناء الأسر الثرية والكهنة، لعبت جامعات النخبة الشرقية كهارفرد وكولومبيا وبرينستون دورًا في تشكيل النخبة الشمالية الشرقية.

#### الكليات والجامعات الكاثوليكية
تأسس اتحاد الكليات والجامعات الكاثوليكية في عام 1899 وهو مستمر في تسهيل تبادل المعلومات والمناهج. ركزت النقاشات المحتدمة في العقود الأخيرة على كيفية الموازنة بين الأدوار الكاثوليكية والأكاديمية، إذ يرى المحافظون أن الأساقفة يجب أن يفرضوا مزيدًا من السيطرة لضمان الالتزام بالأصول الدينية.

### الجدول الزمني للتشريعات الفدرالية ذات الصلة
- قانون موريل (1862 و1890)
- قانون سميث-هيوز أو القانون القومي للتعليم المهني (1917)[14]
- البرنامج الفدرالي لمساعدة الطلاب (1934-1943)[15]
- قانون جي آي (1944)
- قانون تعليم الدفاع القومي (1958)
- قانون التعليم العالي (1965)
- التعديلات التعليمية (1972)
- قانون كيرز، وحزم إغاثة فيروس كورونا، وخطة الإنقاذ الأمريكية (2020-2021)[16][17][18]

### القرن العشرين
في بداية القرن العشرين، وجدت أقل من 1,000 كلية فيها 160,000 طالب في الولايات المتحدة. تصاعد عدد الكليات بشكل كبير على دفعات، خلال بدايات القرن العشرين ومنتصفه. نمت الجامعات التابعة للدولة من مؤسسات صغيرة بأقل من 1,000 طالب إلى أحرام جامعية تتسع لأعداد تبلغ 40,000 طالب أو أكثر، بشبكات من الأحرام الجامعية المناطقية حول كل ولاية. بدورها، استقلت الأحرام الجامعية المناطقية لتصبح جامعات منفصلة.
للتعامل مع النمو الانفجاري للتعليم التقليدي من الحضانة إلى الصف الثاني عشر، أعدت كل ولاية شبكة من كليات المعلمين، بدءًا من ماساشوستس في ثلاثينيات القرن التاسع عشر. بعد عام 1950، أصبحت كليات تابعة للدولة ثم جامعات تابعة للدولة بمقررات دراسية واسعة.
كان من بين أهم الاتجاهات الحديثة آنذاك تطوير الكليات الصغيرة. كانت هذه عادةً تعد بواسطة أنظمة لمدارس المدينة بدءًا من عشرينيات القرن العشرين. بحلول ستينيات القرن العشرين كان قد أعيد تسميتها لتصبح «كليات مجتمعية».
ازداد عدد الكليات الصغيرة من 20 في عام 1909 إلى 170 في 1919. بحلول 1922، كانت 37 ولايةً قد أعدت 70 كلية صغيرة، مسجلةً نحو 150 طالب في كل منها. في تلك الأثناء، كانت 137 أخرى تعمل للقطاع الخاص، بنحو 60 طالب في كل منها. استمر التوسع السريع في عشرينيات القرن العشرين، مع وجود 440 كلية صغيرة في عام 1930 يسجل فيها نحو 70,000 طالب. أتت سنة الذروة للمؤسسات الخاصة في 1949، حين كان هناك 322 كلية صغيرة ككل؛ 180 منها ترتبط بكنائس، 108 مستقلة غير ربحية، و34 منها كليات خاصة ربحية.
ساهمت العديد من العوامل في النمو السريع للكليات المجتمعية. أراد أهالي الطلاب ورجال الأعمال مدارس قريبة بتكاليف منخفضة لتوفير التدريب للقوى العاملة المتزايدة من عمال الياقات البيضاء (العمال المكتبيين)، بالإضافة إلى الحاجة إلى تدريب عمال الياقات الزرقاء على الأعمال التقنية الأكثر تقدمًا. كانت كليات الأربع سنوات أيضًا في ازدياد، ولكن بسرعة أقل؛ ولكن العديد منها كان في مناطق ريفية أو في بلدات صغيرة بعيدة من المدن الكبرى سريعة النمو. استمرت الكليات المجتمعية كمؤسسات للتسجيل المفتوح بتكاليف منخفضة بتركيز قوي على عنصر التعليم المهني، بالإضافة إلى التحضير منخفض التكلفة للطلاب الانتقاليين للذهاب إلى كليات السنوات الأربع. تجذب هذه الكليات الناس الأفقر، والأكبر عمرًا، والأقل استعدادًا.
كان طلاب الكليات منخرطين في حركات اجتماعية قبل القرن العشرين بكثير، ولكن أكثر التحركات الطلابية تأثيرًا برزت في ستينيات القرن العشرين. في ستينيات القرن العشرين، نظم الطلاب أنفسهم للدفاع عن الحقوق المدنية وضد حرب فيتنام. في سبعينيات القرن العشرين، قاد الطلاب تحركات مناصرة لحقوق المرأة وحقوق المثليين، بالإضافة إلى احتجاجات ضد التفرقة العنصرية في جنوب أفريقيا.
ازداد تخصيص التعليم العالي في الولايات المتحدة في ثمانينيات القرن العشرين وخلال فترات الركود الاقتصادي والتقشف في القرن العشرين والقرن الحادي والعشرين.
في حين أن الكليات الربحية نشأت في فترة الاستعمار، فإن نمو هذه الكليات كان في أوج بروزه من ثمانينيات القرن العشرين حتى نحو عام 2011. ولكن التسجيل في الكليات الربحية انخفض بشكل حاد منذ 2011، بعد عدة تحقيقات فدرالية. انتقدت الكليات الربحية بسبب ممارساتها التسويقية والبيعية الشرسة. كان فشل كورينثيان كوليجز (الكليات الكورينثية) ومعهد آي تي تي التقني من أبرز حوادث إغلاق الجامعات في تلك الفترة. في عام 2018، أرخ الوثائقي فيل ستيت ازدهار وانحدار الكليات الربحية، مضيئًا على الانتهاكات التي أدت إلى سقوطها.